# Capatazia
No âmbito do trabalho portuário, capatazia é a atividade de movimentação de cargas e mercadorias nas instalações portuárias em geral, incluindo-se suas retro-areas e EADI, que compreende o recebimento, a conferência, o transporte interno, a abertura de volumes para a conferência aduaneira, a manipulação, a arrumação, a entrega e ainda o carregamento e descarregamento de embarcações com uso de aparelhamento.
Na legislação brasileira, essa atividade profissional é regulada pela Lei dos Portos (8.630/93)., revogada pela Nova Lei dos Portos (Lei 12.815/2013)